# سن-مارک-سور-ریشولیو، کبک
سن-مارک-سور-ریشولیو (به فرانسوی: Saint-Marc-sur-Richelieu) شهری در منطقه شهری لا وله-دو-ریشولیو ناحیه مونترژی در استان کبک کانادا است. در سرشماری سال ۲۰۱۱ این شهر ۱٬۹۹۲ نفر جمعیت داشته‌است و مساحت آن ۵۹٫۵۱ کیلومتر مربع است.